# Hurt
«Hurt» (з англ. — «Біль») — пісня американської індастріал-рок-групи Nine Inch Nails, заключний трек їхнього другого студійного альбому The Downward Spiral. 17 квітня 1995 року композиція була випущена промосинглом, ставши останнім синглом з «The Downward Spiral». «Hurt» не входить до системи нумерації релізів NIN Halo. Проте, одне з CD-видань синглу було помилково пронумеровано як Halo 10 через деякий час потому це маркування отримав альбом реміксів Nine Inch Nails Further Down the Spiral.

## Огляд

### Пісня
«Hurt» — це повільна композиція з темпом 80 ударів на хвилину. На промодиску пісня представлена у декількох оригінальних і зацензурених редакціях: альбомна версія, яка містить спотворений звук гітари і шумові ефекти, «приглушена» версія, що відрізняється абсолютно чистим звуком, і концертний запис. Через деякий час потому приглушена версія «Hurt» з'явилася у реміксовому альбомі NIN Further Down the Spiral і у складі ювілейного перевидання The Downward Spiral 2004 року .
Текст пісні «Hurt» містить згадки про самоушкодження і героїнову залежність, проте сенс пісні трактують по-різному . Деякі слухачі вважають, що пісня є своєрідною передсмертною запискою, написаною головним героєм альбому The Downward Spiral. Водночас інші стверджують, що лірика композиції описує важкий процес пошуку мети для продовження свого життя, незважаючи на депресію і душевний біль  .
Композиція стала популярною і відтоді регулярно виконується групою під час концертних турів . В ході спільного міні-туру Nine Inch Nails і Девіда БовіDissonance, Резнор і Бові, на одній сцені, виконували «Hurt» .
У 2007 році інструментальна версія пісні була випущена на сайті Nine Inch Nails remix.nin.com, де будь-який користувач може створити свій ремікс треку.
«Hurt» прозвучала в одному з епізодів телесеріалу «Забійний відділ», у фільмі Похмілля: Частина III, у виконанні актора Кена Джонга, а також у заключній серії другого сезону мультсеріалу Рік та Морті (2 сезон, 10 серія, «The Wedding Squanchers»).

### Відеокліп
Спочатку відеокліп знімався Саймоном Максвелом. Але процес зйомки не був завершений, і, у підсумку, для трансляції на MTV було змонтовано концертне відео. У кліпі показана сцена, у якій Трент Резнор виконує пісню «Hurt». На задньому плані розташоване величезне полотно. На ньому проектуються кадри, так чи інакше пов'язані з несправедливістю, стражданням і болем, наприклад, військові злочини, випробування ядерної бомби, радянські солдати і мирні жителі, що залишилися живими після Сталінградської битви. Також відеоряд переривали зображення зі змією і хамелеоном, що дивляться прямо в об'єктив камери, лисицею, що помирає, і рослинами, що в'януть.
У 1997 році кліп був виданий у відеоальбомі Closure, у 2004 у перевиданні альбому The Downward Spiral для DualDisc, а в 2005 увійшов до промозбірки Collected. В And All That Could Have Been і Beside You in Time було представлено відео пізнішого концертного виконання «Hurt», що відрізняється від цього.

### Сприйняття
Джейсон Мендельсон і Ерік Клінгер із PopMatters у своєму ретроспективному огляді на The Downward Spiral прийшли до висновку, що «Hurt», незважаючи на разючу контрасність з іншими треками на платівці, є «прекрасною піснею, що відсуває гнів і дає малесенький шматочок надії». «Резнор зміг створити чудову мелодію без використання драм-машин, синтезаторів і індустріальних шумів»  — вважають Мендельсон і Клінгер . Стів Х'ю, рецензент AllMusic, висловив схожу думку: «Hurt — суміш драми і самоаналізу, Резнору ще не вдавалося робити таке раніше» .
У 1996 році «Hurt» була номінована на премію Греммі у категорії Краща рок-пісня, але програла треку Аланіс Моріссетт You Oughta Know. У 2009 редактором журналу NME Люком Льюїсом «Hurt» була занесена до списку «20 кращих готичних треків»; там пісня була номінована на 3 місце . 8 лютого 2014 року був опублікований список " 500 найкращих пісень усіх часів за версією NME, де «Hurt» розташувалася на 410-й позиції .

## Кавер-версії
Безліч музикантів виконували композицію «Hurt»; серед них були Торі Еймос, Пітер Мерфі, Аарон Льюїс, Sevendust, Breaking Benjamin та багато інших. Але особливу увагу громадськості привернула кавер-версія «Hurt» від відомого кантрі-співака Джонні Кеша, записана у 2002 році для альбому «American IV: The Man Comes Around». Виконання Кеша отримало чимало схвальних відгуків від музичних оглядачів . Резнору також сподобалася кавер-версія; Трент заявив, що залишився нею зворушений. Відеокліп був знятий Марком Романеком — він містить сцени з життя Кеша. Кліп був удостоєний премії Греммі у категорії «Краще музичне відео». Пізніше він був названий кращим відео всіх часів, на думку редакції журналу NME .
Британська співачка Леона Льюїс також записала свій варіант цієї пісні, виданий на її дебютному міні-альбомі Hurt: The EP . Кавер отримав вельми неоднозначну реакцію критиків. Так, Льюїс Корнер з Digital Spy похвалив рок-інтерпретацію Леони, описавши вокал співачки як «фальцет, від якого стигне кров». Проте, були і негативні відгуки через шаблонність і сильний відхід від настрою оригінальної пісні .

## Список композицій
| США КанадаCD Interscope Records/PRCD 6179 | США КанадаCD Interscope Records/PRCD 6179 | США КанадаCD Interscope Records/PRCD 6179 |
| #                                         | Назва                                     | Тривалість                                |
| ----------------------------------------- | ----------------------------------------- | ----------------------------------------- |
| 1.                                        | «Hurt» (приглушена зацензурована версія)  | 5:04                                      |
| 2.                                        | «Hurt» (концертна зацензурована версія)   | 5:15                                      |
| 3.                                        | «Hurt» (альбомна зацензурована версія)    | 6:20                                      |
| 4.                                        | «Hurt» (приглушена версія)                | 5:04                                      |
| 5.                                        | «Hurt» (концертна версія)                 | 5:21                                      |
| 6.                                        | «Hurt» (альбомна версія)                  | 6:14                                      |

## Учасники запису
- Трент Резнор — вокал, музика / слова, гітара, клавішні, аранжування, зведення, продюсування
- Робін Фінк — гітара (концертні версії)
- Денні Лонер — бас-гітара (концертні версії)
- Чарлі Клоузер — клавішні (концертні версії)
- Кріс Вренна — ударні
- Том Бейкер — мастеринг
- Алан Молдер — зведення

## Позиції в чартах
| Чарт (1995)                  | Вища позиція |
| ---------------------------- | ------------ |
| Канада RPM Alternative Songs | 8            |
| США Hot Modern Rock Tracks   | 8            |
| США Hot 100 Airplay          | 54           |

## Номінації
| Рік  | Премія   | Категорія         | Результат |
| ---- | -------- | ----------------- | --------- |
| 1996 | «Греммі» | «Краща рок-пісня» | Номінація |